# Riu Snake

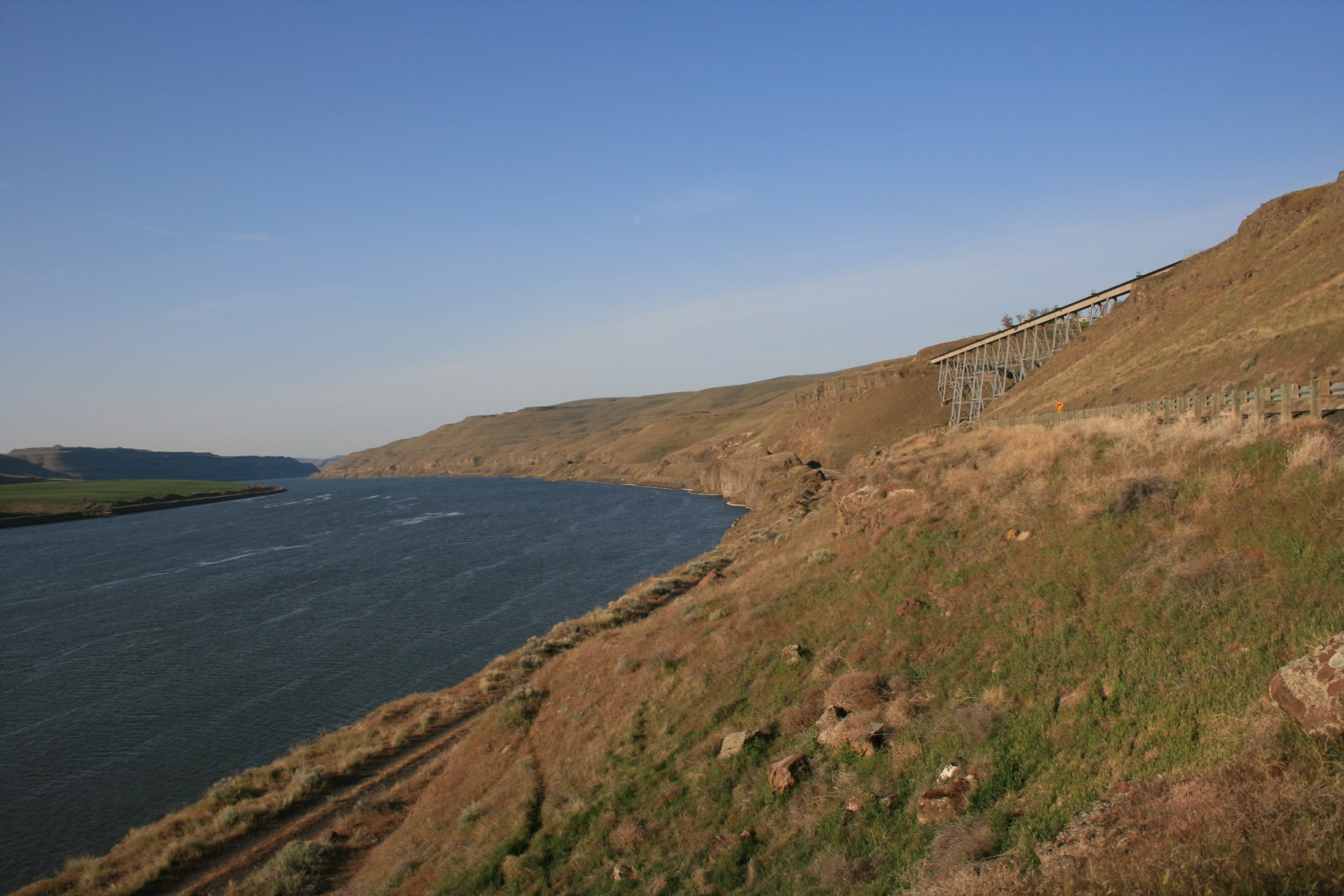
El riu Snake a la regió de Palouse

El riu Snake és el riu principal de la regió del Nord-oest del Pacífic dels Estats Units és l'afluent principal del riu Colúmbia que és el més gran dels rius que desemboquen al Pacífic.
El riu Snake neix a l'oest de Wyoming al Parc Nacional de Yellowstone a 2721 m d'altitud, flueix cap a l'oest per la plana del riu Snake i gira al nord per a desembocar al riu Colúmbia a Tri-Cities a l'estat de Washington. La seva conca de drenatge és de 280.000 km² i passa per sis estats dels Estats Units: Wyoming, Idaho, Nevada, Utah, Oregon, i Washington. La seva llargada és de 1.670 km i el seu cabal mitjà de 1.610 m³/s.

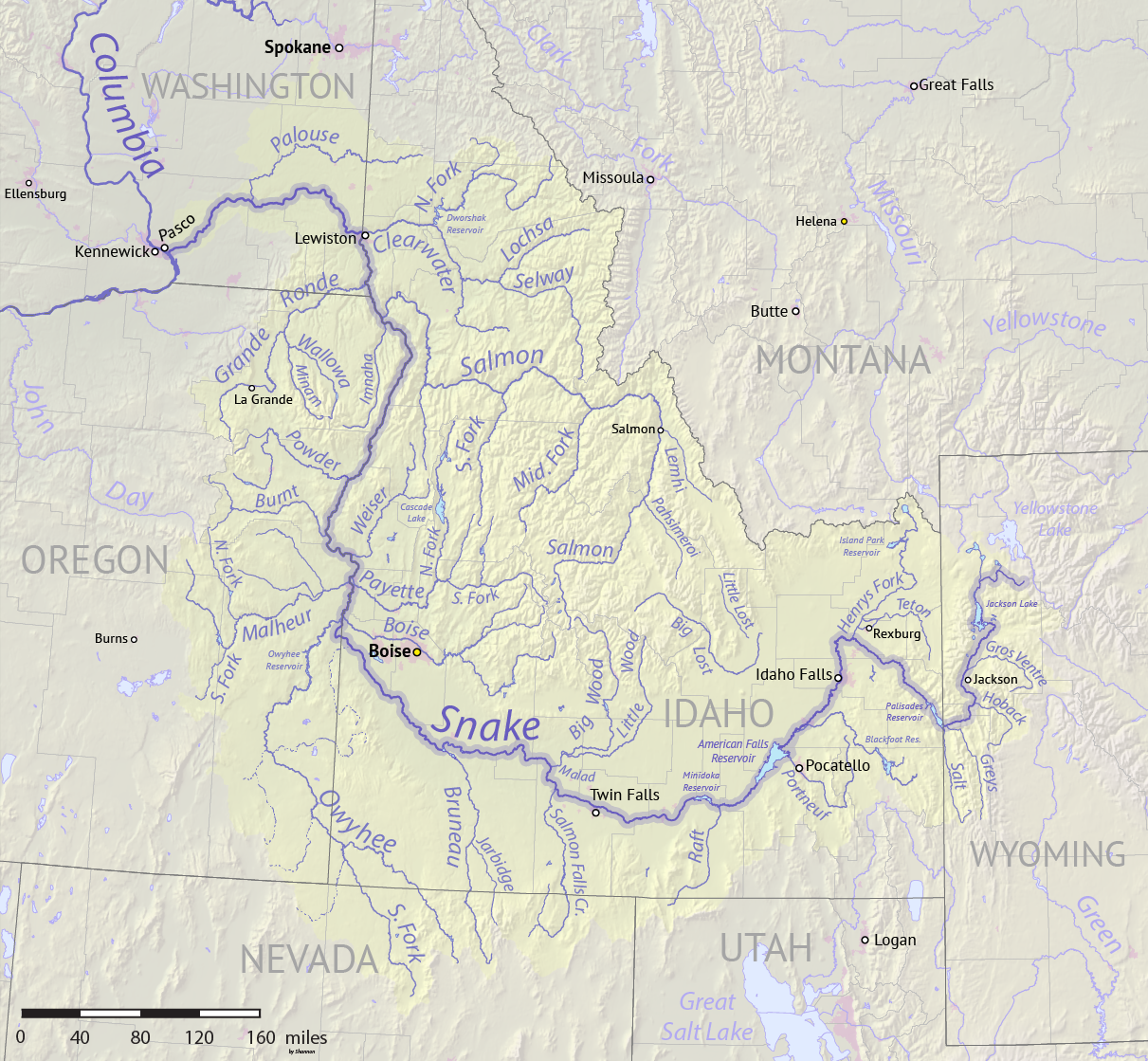
Mapa esquemàtic de la conca del riu Snake

Relleu de la conca de drenatge del riu Snake

Rep el nom del fet d'una mala interpretació d'un signe fet amb la mà pels amerindis xoixons que representava (en forma de “S”) la manera com nedava un salmó i que als europeus els va semblar una serp (snake).
A mitjans del segle xix hi van arribar immigrants europeus. Al segle xx es va aprofitar el seu relleu per a produir energia hidroelèctrica i embassaments per a regadiu.
Els seus afluents principals són el Salt, el Portneuf, l'Owyhee, el Malheur, el riu Powder, el Grande Ronde, el Henrys Fork, el Malad, el Boise, el Payette, el Salmon, el Clearwater i el Palouse. Travessa les ciutats de Homedale, Idaho Falls, Twin Falls, Lewiston, Blackfoot (Idaho) i Tri-Cities (Washington).